# Kenishiro Ashida
Pour les articles homonymes, voir Ashida.
Kenishiro Ashida est un designer travaillant pour Nintendo. Il est notamment à l'origine du design de la GameCube et de la Wii (console et manettes).